# Шеридан (Илиноис)
Шеридан (енгл. Sheridan) град је у америчкој савезној држави Илиноис.

## Демографија
По попису из 2010. године број становника је 2.137, што је 274 (-11,4%) становника мање него 2000. године.
| Група             | 2000.         | 2010.         |
| Белци             | 1.262 (52,3%) | 1.049 (49,1%) |
| Афроамериканци    | 897 (37,2%)   | 912 (42,7%)   |
| Азијати           | 9 (0,4%)      | 3 (0,1%)      |
| Хиспаноамериканци | 226 (9,4%)    | 163 (7,6%)    |
| Укупно            | 2.411         | 2.137         |